# 분고타케타역
분고타케타역(일본어: 豊後竹田駅)은 일본 오이타현 다케타시에 위치한 규슈 여객철도 호히 본선의 철도역이다. 섬식 승강장 1면 2선의 구조를 갖춘 지상역이다.

## 타는 곳
| 1 · 2 | ■ 호히 본선 | (상행) | 미야지 · 구마모토 방면 |
| 1 · 2 | ■ 호히 본선 | (하행) | 미에마치 · 오이타 방면 |

## 이용 현황
| 승차 인원 추이 | 승차 인원 추이 |
| 연도           | 1일 평균       |
| -------------- | -------------- |
| 2000           | 528            |
| 2001           | 559            |
| 2002           | 540            |
| 2003           | 533            |
| 2004           | 495            |
| 2005           | 492            |
| 2006           | 467            |
| 2007           | 442            |
| 2008           | 415            |
| 2009           | 391            |
| 2010           | 411            |
| 2011           | 400            |
| 2012           | 399            |

## 역 주변
- 다케타 시청
- 다케타 시 사회복지센터
- 가토 병원
- 국도 제57호선 · 국도 제442호선 · 국도 제502호선

## 인접 역
| 호히 본선              | 호히 본선   | 호히 본선          |
| ---------------------- | ----------- | ------------------ |
| 다마라이 구마모토 방면 | ■ 호히 본선 | 아사지 오이타 방면 |